# Allodecta
Allodecta Bryant, 1950 è un genere di ragni appartenente alla famiglia Salticidae.

## Distribuzione
L'unica specie oggi nota di questo genere è stata rinvenuta sull'isola di Giamaica.

## Tassonomia
A giugno 2011, si compone di 1 specie:
- Allodecta maxillaris Bryant, 1950[2] — Giamaica